# Rückverweis
Ein Rückverweis oder Backlink bezeichnet einen Link, der von einer anderen Webseite ausgehend zu einer bestimmten Webseite führt.
In vielen Suchmaschinen wird die Anzahl und Beschaffenheit der Rückverweise als Maß für die Linkpopularität oder Relevanz einer Webseite für ein bestimmtes Thema verwendet.

## Erkennung von Rückverweisen
Rückverweise in der Auszeichnungssprache HTML sind unidirektional mit der Folge, dass der Webseitenbetreiber nicht automatisch darüber benachrichtigt wird, dass seine Webseite nun diesen Backlink erhalten hat. Das Gegenteil wären bidirektionale Links. Allerdings schaffen bidirektionale Links auch zusätzliche Probleme. Ob sie das erwünschte Ziel erreichen, bleibt fraglich.

### Unterstützung durch Software
Bei vielen Content-Management-Systemen und Webservern gibt es spezielle Werkzeuge zum Anzeigen der Backlinks. Innerhalb von MediaWiki, der Software Wikipedias, lassen sich die internen Backlinks, d. h. von der gleichen Domain, durch die Funktion „Links auf diese Seite“ unter „Werkzeuge“ finden.
Rückverweise bei Weblogs können durch Trackbacks automatisch untereinander ausgetauscht und verfolgt werden.

## Bedeutung für Suchmaschinen
Auf die Backlinks hat der Betreiber der Webseite in der Regel keinen direkten Einfluss. Viele Suchmaschinen beziehen daher Backlinks in ihre Such- und Wertungsalgorithmen ein. Googles PageRank-Algorithmus ist ein Beispiel hierfür. Einige Suchmaschinen werten die Linktexte der Rückverweise auch als Suchbegriffe.
Rückverweise spielen daher eine Rolle in der Suchmaschinenoptimierung. Zur Generierung zusätzlicher Backlinks und zur Beeinflussung des Linktextes und der Linkpopularität dienen unter anderem Referrer-Spam, Textlinktausch, Social Bookmarks, Pressemitteilungen und Artikelverzeichnisse. Da häufig Manipulationsversuche bei der Suchmaschinenoptimierung stattgefunden haben, wurde die Bedeutung von Backlinks bei einigen Suchmaschinen stark eingegrenzt. Matt Cutts, ehemaliger Leiter des Google Web Spam-Teams, bestätigt, dass in Zukunft nicht mehr die Quantität, sondern die Qualität der Backlinks im Vordergrund stehen wird.
Das Aufspüren der Backlinks erfolgt durch Auslesen der Referrer bei der Logdateianalyse oder mit Hilfe von Suchmaschinen. So kann man bei vielen Suchmaschinen eine Suchanfrage der Form link:<URL> verwenden, um die Rückverweise auf die Webseite mit der angegebenen URL zu bestimmen. Oft werden von den Suchmaschinen jedoch nur eine Auswahl und nicht alle Rückverweise ausgegeben.
Das gezielte Aufbauen von Rückverweisen durch Dritte zur Manipulation von Suchergebnissen ist als Google-Bombe bekannt. Hier wird die Tatsache ausgenutzt, dass der Betreiber der Webseite keinen Einfluss auf die Rückverweise hat.
Einem Link kann ein nofollow-Attribut hinzugefügt werden. Diese Anweisung weist Suchmaschinen an, Verweise auf andere Seiten nicht in die Berechnung der Linkpopularität einzubeziehen.
Zudem können Backlinks noch mit weiteren Attributen versehen werden. Das Attribut „ugc“ (User Generated Content) kann auf Seiten eingesetzt werden, deren Links von Nutzern erzeugt werden. Hierzu gehören beispielsweise Forenbeiträge oder Kommentare in Blogartikeln. Das Attribut „sponsored“ zeigt einer Suchmaschine an, dass ein Link Werbung ist oder gekauft wurde.